# Luca Rastelli
Luca Rastelli (Cremona, 29 dicembre 1999) è un ciclista su strada italiano che corre per il team Work Service-Vitalcare-Dynatek. Già medaglia d'argento mondiale in linea nel 2017 tra gli Juniores, è professionista dal 2022.

## Palmarès
- 2017 (Juniores)[1]

Gran Premio OMVA
Giro del Lodigiano
4ª tappa 3 Giorni Orobica (Lallio > Albano Sant'Alessandro)
Gran Premio G2P
54ª Giornata Nazionale della Bicicletta
- 2019 (Delio Gallina-Colosio-Eurofeed, due vittorie)[3]

Gran Premio Valverde Under-23
Targa Crocifisso
- 2021 (Team Colpack Ballan, due vittorie)[4]

Bassano-Monte Grappa
Zanè-Monte Cengio

## Piazzamenti

### Grandi Giri
- Giro d'Italia

2022: 106°

### Competizioni mondiali
- Campionati del mondo

Bergen 2017 - In linea junior: 2º

### Competizioni europee
- Campionati europei

Herning 2017 - In linea Juniores: 54°